# Grebbelinie
De Grebbelinie was een voorverdediging van de Hollandse Waterlinie, een Nederlandse verdedigingslinie, gebaseerd op inundatie. Deze linie liep door de Gelderse Vallei vanaf de Nederrijn bij de Grebbeberg te Rhenen langs het Valleikanaal en de Eem tot aan de Zuiderzee, later het IJsselmeer. De linie is 60 kilometer lang.

## Van aanleg tot Tweede Wereldoorlog

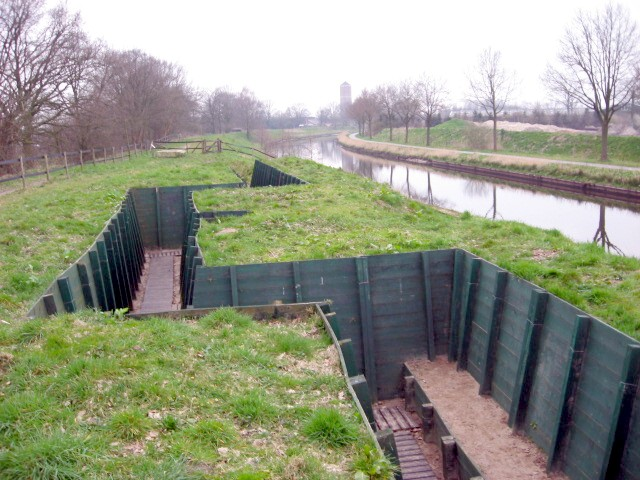
Grebbelinie met gereconstrueerde loopgraaf bij Woudenberg

Aan het einde van de 16e eeuw werd de strategische waarde van de moerassige Gelderse Vallei al onderkend. Er waren plannen om de toegangswegen tot het gebied te bewaken met vijf schansen, bij Eembrugge, Amersfoort, Woudenberg, de Emminkhuizerberg en Rhenen. Alleen de Schans bij Woudenberg is gerealiseerd.
In 1629 trokken Spaansgezinde legers van de Veluwe naar het westen van Nederland. Op 27 juli werd het zuidelijke deel van de Gelderse Vallei, tussen Rhenen en Veenendaal, onder water gezet hetgeen goed verliep dankzij de hoge waterstand in de Nederrijn. De schans bij de Roode Haan, een voorloper van de huidige Werk aan de Roode Haan, werd snel aangelegd. Na de aftocht van de Spanjaarden pleitte prins Frederik Hendrik om versterkingen aan te leggen tussen de Grebbe en de Zuiderzee, maar de Oude Hollandse Waterlinie kreeg prioriteit. In de periode 1652-1664 is de Slaperdijk aangelegd als tweede dijk om het water te keren als de rivierdijk zou begeven.
De Republiek der Zeven Verenigde Nederlanden begon in 1744 met de aanleg van de Grebbelinie om Holland te beschermen tegen inval van Frankrijk. Franse soldaten waren tijdens de Oostenrijkse Successieoorlog de Zuidelijke Nederlanden binnengetrokken en namen Bergen op Zoom in. Onder aansturing van de toenmalige Directeur-Generaal van Fortificatiën B.J. de Roy, werd een aarden wal aangelegd die de basis vormde van de latere Grebbeliniedijk. De wal moest het water tegenhouden, zodat de Gelderse kant van de dijk, naar het oosten, kon worden geïnundeerd.
Het waterniveau aan de Nederrijn was zo'n zes meter hoger dan aan de Zuiderzee. Voor de inundatie is 30 à 40 centimeter water op het land de gewenste eindsituatie. De aanleg van acht keerkades of dwarsdijken was noodzakelijk om dit te bereiken. Dit waren van zuid naar noord de Groeperkade, de Lambalgerkade, de Roffelaarskade, de Asschatterkade, het Voetpad bij Amersfoort, de Glashutterkade en de Coelhorsterkade aangelegd en tot slot werd gebruik gemaakt van de oudere Vuydijk. Zo kon men in elke kom het water inlaten tot het gewenste niveau. Het was essentieel vanuit militair oogpunt om de hoofdwaterinlaten te beheersen, in het zuiden was Hoornwerk aan de Grebbe bij de inlaat bij Rhenen aangelegd en voor de Zeesluis bij Spakenburg lag een schans.
In 1786 werd het werk weer opgepakt vanwege een nieuwe oorlogsdreiging. Bij de Slaperdijk verrees het Fort aan de Buursteeg en waar de Slaperdijk en de Groeperkade op elkaar aansluiten kwam een lunet en redoute ter verdediging van de damsluis in de Lunterse Beek. Deze laatste werken werden in 1799 vervangen door het Werk aan de Daatselaar. In 1793 verklaarde Frankrijk aan Nederland de oorlog. Dit was de eerste keer dat de linie in gereedheid werd gebracht om zijn defensieve functie te vervullen. Er was toen onvoldoende water in de Nederrijn aanwezig waardoor de inundatie traag verliep en was niet volledig. Gelukkig voor Nederland zette het Franse leger de opmars niet door waarmee het gevaar voor even was geweken. Eind 1794 zetten de Fransen, onder bevel van generaal Pichegru, weer de aanval in. De linie werd onder water gezet en hield de vijand op een afstand. Ditmaal verhinderde de strenge vorst het effect: in januari 1795 konden de Franse soldaten zonder grote problemen over de bevroren rivieren en inundaties trekken.
Na de geslaagde inname van Nederland zette de Fransen het project van de linie door. De verdediging van de keerkaden werd verbeterd door de aanleg van aarden voorposten. Verder werd de linie ten zuiden van de Nederrijn verlengd met de zogenaamde Prolongatie van de Grebbelinie, tussen Spees en Ochten bij de Waal. In 1809 was Napoleon zo zeker van zijn zaak, dat een vijandelijke aanval uit het oosten niet meer aannemelijk werd geacht en de Grebbelinie werd opgeheven als verdedigingswerk.
Medio 19e eeuw nam het belang van de Grebbelinie weer toe. Omstreeks 1845 werd de spoorlijn Utrecht-Arnhem aangelegd en deze loopt dwars door het Fort aan de Buursteeg. In 1860 werd de Grebbelinie een van de belangrijkste verdedigingslinies van Nederland en diverse verbeteringen werden aangebracht om de inundaties sneller te laten verlopen. Hiervoor werd in 1866 het Omleidingskanaal ten oosten van Veenendaal aangelegd waardoor de inundatietijd bijna werd gehalveerd van 20 naar 12 dagen.
In 1874 werd de Grebbelinie opgenomen in de Vestingwet. Het werd een voorpostenstelling, hier zou de vijand worden tegengehouden zodat er voldoende tijd zou zijn om de inundaties van de Nieuwe Hollandse Waterlinie te stellen. Het traject van de nieuw aan te leggen spoorlijn Kesteren - Amersfoort werd verlegd om deze veilig achter de linie te positioneren.
Tijdens de Eerste Wereldoorlog werd het Nederlandse leger gemobiliseerd. De Stelling van Amsterdam en de Nieuwe Hollandse Waterlinie werden bezet, maar de Grebbelinie speelde alleen een rol als oefenlocatie. In 1926 werd een groot deel van de vestingwerken opgeheven.
In de jaren dertig van de 20e eeuw werd het Valleikanaal gegraven om de afwatering in de Gelderse Vallei te verbeteren. Met de aanleg van dit kanaal was er een doorlopende waterweg ontstaan tussen de Nederrijn en het IJsselmeer. Het kanaal verbeterde de inundatiemogelijkheden, maar kon ook functioneren als tankgracht.

## Tweede Wereldoorlog

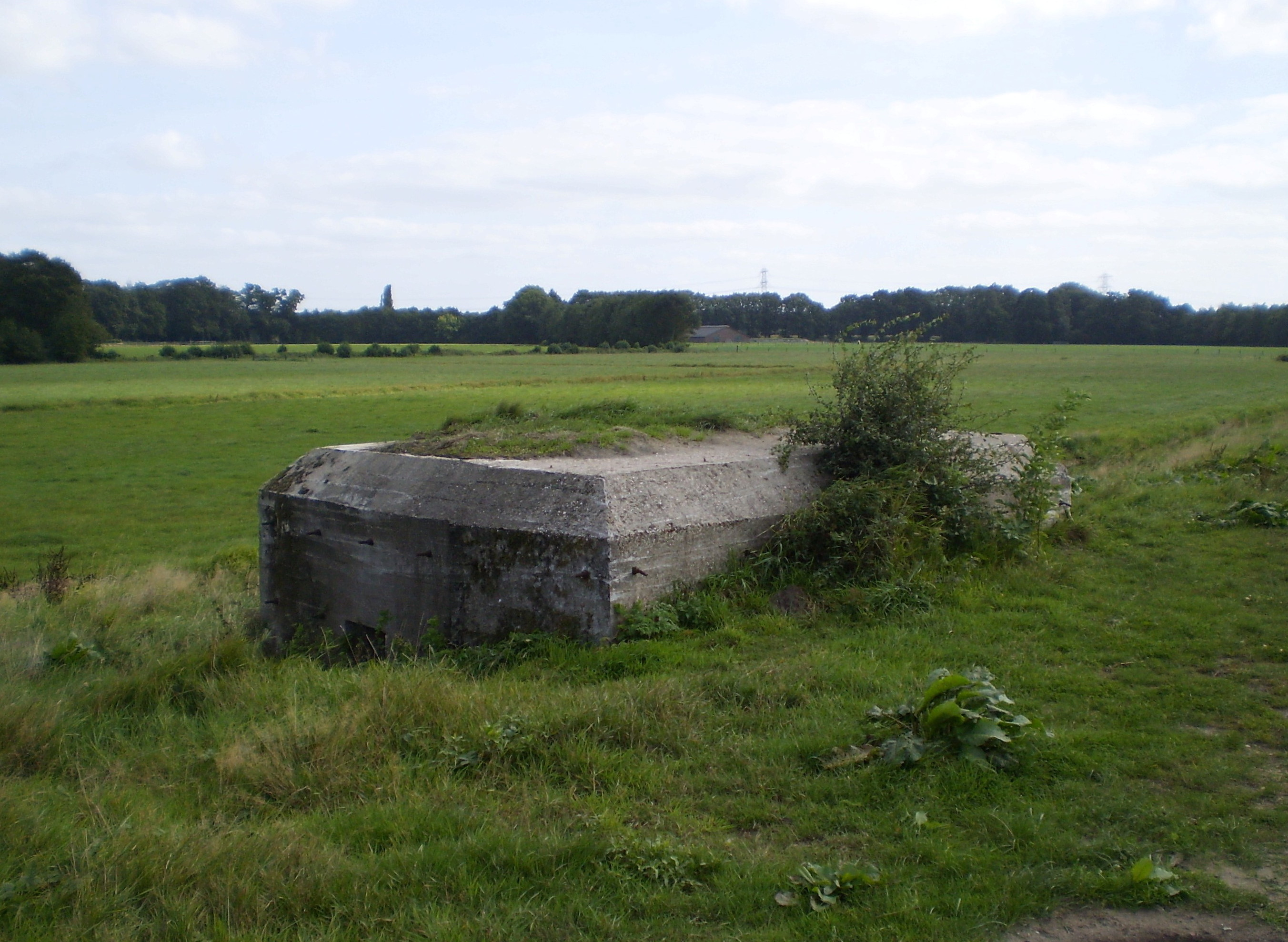
S3 kazemat van de Grebbelinie aan de Eem bij Hoogland

In 1939 is de in onbruik geraakte linie toch nog een keer in werking gesteld. In de plannen van de opperbevelhebber van het leger, generaal Reijnders, nam de linie de rol in van voorverdediging van de Vesting Holland. In februari 1940 besloot de nieuwe bevelhebber generaal Henri Winkelman de hoofdverdediging in de Grebbelinie te voeren. Direct na zijn benoeming inspecteerde Winkelman de linies en als eerste het oostfront van de Vesting Holland en de Grebbelinie. Hij besloot de hoofdweerstand te concentreren bij de Grebbelinie. Drie argumenten lagen achter dit besluit. Ten eerste had de Grebbelinie weliswaar minder goede inundatie mogelijkheden, maar de begroeiing maakte het beter bestand tegen artillerie- en luchtaanvallen. Ten tweede lag de linie verder naar het oosten, waardoor een groter deel van Nederland beschermd werd en tot slot bood het een betere uitgangspositie voor offensieve acties. In navolging van dit besluit werd de linie versterkt met drie bataljons van de grensverdediging en de artillerie van het oostfront van de Vesting Holland. De linie moest wel versterkt worden, aannemers werden ingehuurd voor de bouw van kazematten, maar in april 1940 werd duidelijk dat de bouwplannen op zijn vroegst in oktober 1940 afgerond zouden zijn. In totaal zijn er 18 B kazematten gebouwd, 112 van het type S3 en 144 koepelkazematten.
Vlak voor het uitbreken van de oorlog lagen er vier divisies met 44 bataljons langs de linie. De inundaties werden in werking gesteld tussen de Grebbeberg en het IJsselmeer. Zwakke plekken in de linie lagen bij Amersfoort, Veenendaal en bij de Grebbeberg. Bij Amersfoort en Veenendaal bood de succesvolle inundatie nog bescherming, maar bij de Grebbeberg was de inundatie compleet mislukt door de lage waterstand in de Nederrijn. Een gemaal om dit probleem op te lossen was in aanbouw, maar in mei 1940 was hij nog niet gereed. Bij de Duitse invasie hield het Nederlandse leger hier enkele dagen stand. Op verschillende plaatsen, zoals bij Werk aan de Engelaar moest de strijd opgegeven worden door gebrek aan munitie. De zwaarste strijd is gevoerd tijdens de Slag om de Grebbeberg.
In mei 1940 werden op last van het Nederlandse leger honderden boerderijen vernietigd om de militairen een vrij schootsveld te verschaffen, voornamelijk door ze in brand te steken. Dit gebeurde vooral op grote schaal bij de Grebbelinie. Nadat de geëvacueerde boeren en hun gezinnen waren teruggekeerd, gingen ze wonen in overgebleven schuren en hokken op het erf. Al snel na de capitulatie werd begonnen met de bouw van zo'n 300 nieuwe boerderijen, de zogenaamde wederopbouwboerderijen, die al binnen een jaar voor bewoning beschikbaar kwamen. Het Bureau Wederopbouw Boerderijen had een belangrijke rol en haast was geboden om de voedselvoorziening niet in gevaar te brengen. Geld voor het herstel kwam mede van de Nederlandse Staat en de MAVOG, ‘MAteriaal VOorziening Grebbe’, leverde hand-en-spandiensten.
Tijdens de Duitse bezetting leek het er lange tijd op dat de rol van de Grebbelinie als verdedigingslijn was uitgespeeld. De versperringen werden opgeruimd en Duitse troepen werden ingezet om samen met Nederlandse burgers en werkeloze militairen de aanwezige stellingen af te breken. Maar in oktober 1944 vestigde de Organisation Todt zich in de Gelderse Vallei. Deze organisatie werd belast met de bouw van een nieuwe verdedigingslinie die tussen Amersfoort en Veenendaal over het tracé van de oude Grebbelinie liep. Deze nieuwe linie noemde de Duitse bezetter Pantherstellung.
De Pantherstellung werd voornamelijk door Nederlandse dwangarbeiders maar ook door Russische, Italiaanse en Franse krijgsgevangenen gebouwd. In maart 1945 waren meer dan 12.000 mensen aan het werk. De Nederlandse dwangarbeiders ontvingen 5 gulden per dag met een eventuele toeslag. Naast de financiële vergoeding werd voeding verstrekt die in hoeveelheid en kwaliteit afnam in de laatste maanden van de oorlog. Na de geslaagde operatie Plunder (en Varsity als onderdeel) had de verdedigingslinie zijn rol verloren omdat de geallieerden achter de linie stonden. De oude Grebbelinie werd toen weer van belang voor de verdediging van het westen van Nederland. Tot echte gevechten om de stelling is het niet gekomen, het Canadese leger staakte haar opmars naar West-Nederland net voor de Grebbelinie.
In 1951 werd de Grebbelinie als verdedigingswerk opgeheven.

## 21e eeuw

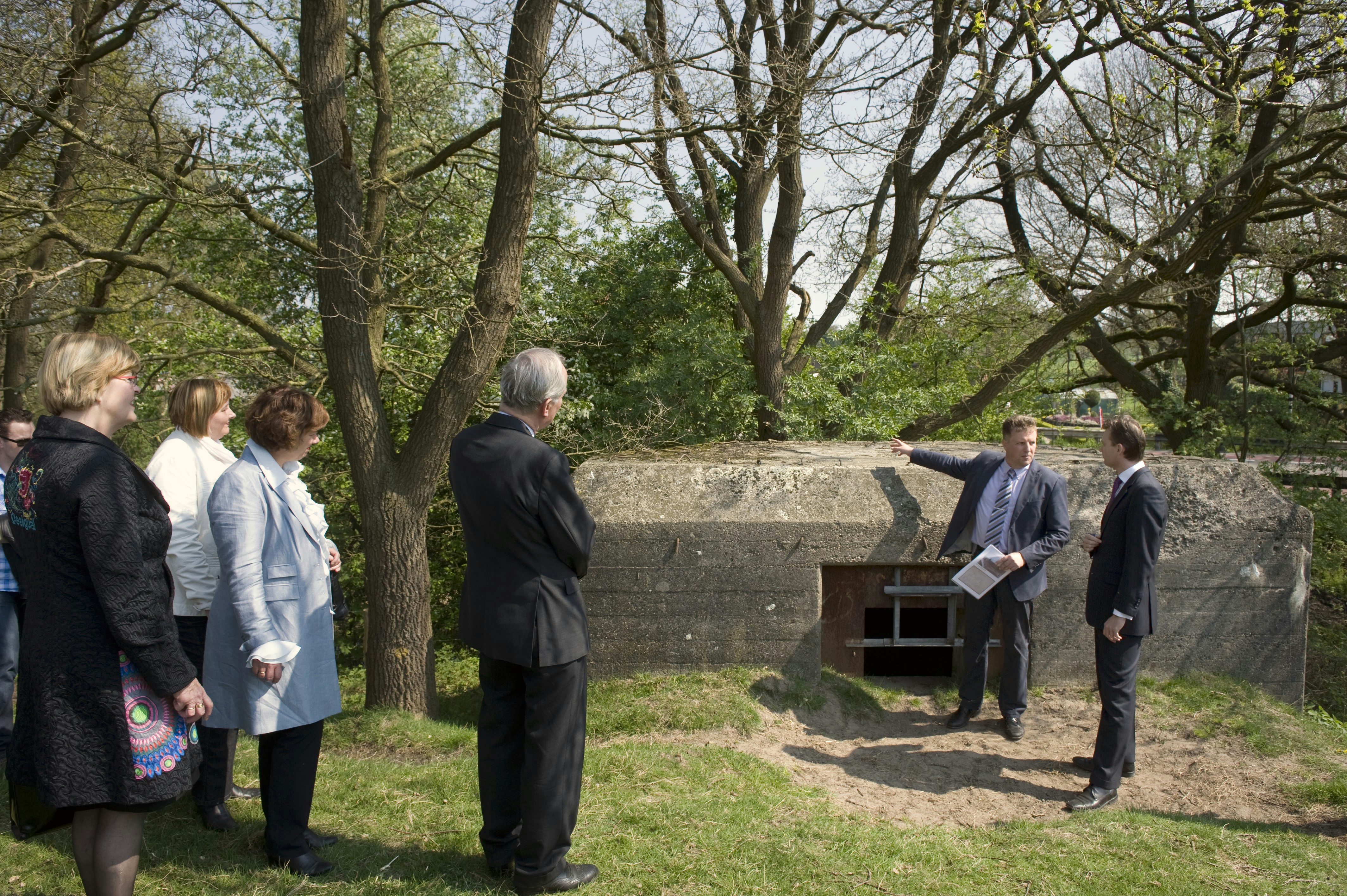
Aanwijzing van de Grebbelinie tot Rijksmonument (april 2011)

Op 18 april 2011 kreeg de Grebbelinie de status van rijksmonument vanwege de "unieke staalkaart van verdedigingswerken". De aanwijzing werd gedaan door staatssecretaris Zijlstra tijdens een bijeenkomst op het Fort aan de Buursteeg bij Renswoude, waar ook een Grebbelinie Bezoekerscentrum is. De als rijksmonument aangewezen delen van de Grebbelinie omvatten de hoofdverdedigingslijn en de militaire objecten.
Rondom deze als rijksmonument aangewezen delen is een provinciaal inpassingsplan Grebbelinielandschap gemaakt. Doel is het borgen van de waarden van het Grebbelinielandschap.
Eind 2014 is de Grebbeliniedijk tussen Amersfoort en Bunschoten met 70.000 m² klei versterkt. Hierbij is ook het historische Grebbelinieprofiel weer aangebracht. Het profiel bestond uit een 'walgang' (waarover kanonnen konden worden vervoerd) een iets hoger liggende banket waar de soldaten met hun geweren in de aanslag lagen, en vóór hen een hoge borstwering. Hoewel het banket nooit echt aangelegd was, werd het bij de verhoging en versterking van de dijken wel aangemaakt in het stuk Bunschoten-Amersfoort. Dertien kazematten zijn daarbij ingepast in de dijk langs het nieuw aangelegde fietspad tussen Amersfoort en de Malebrug over de Eem.